# 네네치킨 리그 오브 레전드 챌린저스 코리아 서머 2015
리그 오브 레전드 챌린저스 코리아 서머 2015는 리그 오브 레전드 챌린저스 코리아의 두번째 시즌이다. 또한 세미프로 리그인 리그 1과 프로 2군 리그인 리그2로 나뉘어 치러지는 첫 번째 시즌이다.

## 리그 1
- 참가팀 :

## 리그 2
- 참가팀 : KT 롤스터, 진에어 그린윙스, 삼성 갤럭시, 나진 e-엠파이어, LongZhu-Im, 스베누 소닉붐

## 같이 보기
- 스베누 리그 오브 레전드 챔피언스 코리아 서머 2015